# 長いナイフの夜 (小説)
『長いナイフの夜』は、1975年に出版されたハンス・ヘルムート・キルストの小説。

## あらすじ
1960年代のスイス、ティチノ州・ルガノ。このスイスの美しい田舎町にあるアパートで、ドイツ人男性の射殺された遺体が発見された。死亡していた男性の名はノルデン。生前は学者であったこの男が、実は1945年までナチス親衛隊の特殊部隊に所属していたことが捜査により判明する。またノルデンを射抜いた弾丸が、一般的にはあまり使用されない特殊な口径10mm以上の拳銃弾で、この銃がナチスが関わった重大事件で度々使用されていたことも分かる。担当刑事のフェリーニはノルデンの過去を調べていくことで、公にはされないナチスの暗部を知っていく。

## 登場人物

### 1960年代・スイス、アメリカ
- フェリーニ：ノルデン殺人事件の担当刑事。
- HH：著述家。フェリーニに協力し、事件の真相を追う。
- スコット：アメリカ軍退役大尉。現役だった1945年ごろ、親衛隊特殊部隊「ヴェーゼル集団」について調査していた。
- ノルデン：アパートで遺体となって発見された、元親衛隊特殊部隊員。
- ジークフリート：ハーゲンに雇われて、何らかの任務を帯びてスイスにやってきた男。
- ジェイムズ・D・ハーゲン：ドイツ系アメリカ人の実業家。反ナチ運動の末、スイスに逃げたというのが公式の経歴。
- エリザベート：ハーゲンの妻、反ナチ運動に参加したと主張する、タンネン伯爵の娘。
- タンネン伯爵：ドイツ系貴族。反ナチ運動を行ったためスイスに逃亡したとされる人物。

### 1930年代・ドイツ

#### ヴェーゼル集団
- ヴェーゼル：特殊な任務を持つ集団の編成と運用を任された、親衛隊将校。心身に優れた6人の青年を集める
- ノルデン：親衛隊訓練キャンプに参加中、ヴェーゼルに見出された青年の1人。ハーゲンと事あるごとに対立する。
- ハーゲン：ノルデンと同じ親衛隊の訓練キャンプに参加していた青年で、ノルデンと仲が悪い。エリザベートを2人で取り合う。
- ベルクマン：ベルナーとともに採用された隊員。同性愛者でベルナーとはパートナーの関係
- ベルナー：ベルクマンとともに同性愛者である感性を用い、特に同性愛が絡んだ事件で能力を発揮する。
- ジークフリート：隊員の1人。犬を可愛がる。
- ヘルマン：隊員の1人。隊員の中でも冷酷さは出色。
- ラファエル：ヴェーゼルの秘書で隊員たち、特にハーゲンにからかわれる

#### ヴェーゼル集団の支援者
- ミュラー：元警察官。法律や事件捜査の方法、尾行の方法など、専門知識を集団の若者たちに教える。いずれゲシュタポ長官になるであろうと目されている。
- ブレスラウアー：ユダヤ人の学者。集団の若者を精神的・理性的に鍛える討論相手として、ヴェーゼルがミュラーを通じて雇い入れる。ドイツの破滅を予見している。

#### 党幹部
- アドルフ・ヒトラー：ナチス党党首、ドイツ首相。ヴェーゼル集団を高く評価し、彼らを自己の権力の執行力として活用する。
- ハインリヒ・ヒムラー：親衛隊全国指導者。SAの補助組織程度の役割であった親衛隊を、全ドイツに影響力を持つ一大官僚機構に育てる。
- ラインハルト・ハイドリヒ：ヒムラーに次ぐ実力を持つ親衛隊幹部で、保安情報部(SD)部長。ヴェーゼル集団を高く評価し、活用する。
- エルンスト・レーム：突撃隊幕僚長。「長いナイフの夜」事件で粛清される。
- テオドール・アイケ：ダッハウ強制収容所所長。「長いナイフの夜」事件で捕らえられたレームの処理を、ヒトラーから命じられる。
- ヨーゼフ・ディートリヒ：ヒトラーの護衛隊の隊長。ヒトラーやヴェーゼル集団と共に、レームらが滞在する山荘を急襲する。

#### 民間人
- タンネン伯爵：ヴェーゼルの親しい友人。2人の共通の利益のためにスイスに会社を設立し、自身はヴェーゼルの勧めで反ナチス運動家を装う。
- エリザベート：伯爵の娘。幼い頃から暴力性を示し、また複数の男性と奔放な性的関係を築いていた。ノルデンとハーゲンを手玉に取る。

## 史実との繋がり

### 実在の登場人物について
上記に記した登場人物のうち党幹部については全員実在の人物であり、小説独自の人物との関係は、史実を土台にしながら作られている。
ヴェーゼル集団がヒトラーやヒトラーの護衛隊らと共に山荘を襲撃するが、史実でもアドルフ・ヒトラー親衛連隊(LAH、ライプシュタンダーテ・SS・アドルフ・ヒトラー)指揮官のゼップ（ヨーゼフ）・ディートリヒと、彼が指揮するLAH選抜部隊が山荘を包囲し、中にいる突撃隊員らを拘束するのに貢献した。山荘にヒトラーらが踏み込んだ時、突撃隊幹部であったエドムント・ハイネスが男と一緒に寝ていたというのも史実である。またアイケがレームを処刑するのを命じられ、ハーゲンを伴って彼の房を訪れるが、史実においてもアイケは副官を伴ってレームを訪れている。
将来のゲシュタポ長官と目され、ヴェーゼル集団に警察の専門知識を与えるミュラーが、実在した国家保安本部第4局長ハインリヒ・ミュラーと同一人物であるかどうかは、作中では明確に表記されていない。スコットは「はっきりと証明できないが、私はそうだったのだと思っている」と確信を述べており、またヴェーゼルなど登場人物が度々ミュラーがゲシュタポ長官になりそうだということを述べているので、「ミュラー＝ハインリヒ・ミュラー」というのを強く匂わせる記述は多い。だが、スコット自身が述べている通りミュラーというのは一般的によくある苗字で、それだけではハッキリしない。実在のミュラーも同姓同名の人間が幾人か親衛隊にいたため、特に「ゲシュタポのミュラー」とあだ名され、区別されていた。

### 親衛隊の特殊部隊
ヴェーゼル集団というのは架空の存在であるが、親衛隊には実際に特別な部隊を編成することがあった。それが特別行動隊（アインザッツグルッペン）と呼ばれる部隊である。特別行動隊はパルチザンなどのゲリラを鎮圧することなどを目的としており、様々な謀略や殺戮を行う目的のためにも投入されたと言われている。

## 日本語訳
- 『長いナイフの夜』金森誠也訳、集英社、1979年／集英社文庫、1985年

## 関連事項
- 長いナイフの夜
- 親衛隊 (ナチス)